# Општина Струнга (Јаши)
Струнга (рум. Strunga) општина је у Румунији у округу Јаши.
Oпштина се налази на надморској висини од 294 m.